# Pteranodontidae
Los Pteranodontidae (castellanizados como pteranodóntidos) son una familia de grandes pterosaurios de finales del período Cretácico (entre los pisos del Coniaciense al Campaniense, con algunos registros del Maastrichtiense) de África, América del Norte y Asia. La familia fue nombrada en 1876 por Othniel Charles Marsh. Los pteranodóntidos tenían largadas y distintivas crestas que sobresalían de la parte posterior de la cabeza (como en el propio Pteranodon). El espectacularmente crestado Nyctosaurus es a veces incluido en esta familia, aunque usualmente es situado en su propia familia, los Nyctosauridae (Nicholson & Lydekker, 1889).
Los investigadores modernos difieren en su uso de esta familia. S. Christopher Bennett y Alexander Kellner han concluido que Nyctosaurus no era un pteranodóntido. En 1994 Bennett definió el clado Pteranodontidae, incluyendo en él especies de la familia Anhangueridae. Sin embargo, esta definición no ha sido aceptada por otros paleontólogos. Alexander Kellner, por ejemplo, nombró varias especies adicionales para especímenes previamente clasificados como Pteranodon, y sitúo a P. sternbergi en un género distinto, Geosternbergia. Kellner redefinió a Pteranodontidae como el grupo formado por el más reciente ancestro común de Pteranodon longiceps, Geosternbergia sternbergi y Dawndraco kanzai, y a todos sus descendientes. Este clado posiblemente incluye a los nictosáuridos. Análisis realizados por David Unwin indicaron una cercana relación entre Pteranodon y Nyctosaurus, así que el usó el nombre Pteranodontia para el clado que los contiene a ambos.
Los pteranodóntidos han sido registrados principalmente en las épocas del Coniaciense al Campaniense del Cretácico en América del Norte y Japón. No obstante, se han identificado posibles restos del Maastrichtiense de varias otras localidades, siendo de hecho comunes durante el Maastrichtiense en el antiguo mar de Tetis. A partir de 2016, los investigadores Nicholas Longrich, David Martill y Brian Andrés presentaron evidencia de varias especies de nictosáuridos y pteranodóntidos de finales de la época del Maastrichtiense en el norte de África, lo que sugiere que ambos linajes experimentaron una radiación evolutiva en la región del Tetis poco antes de la extinción masiva del Cretácico-Terciario.
Adicionalmente, los análisis filogenéticos implican que los pteranodóntidos representan un linaje fantasma que se remonta a los inicios del Cretácico.